# جيزا فودور
جيزا فودور (بالمجرية: Fodor Géza)‏ هو رياضياتي مجري، ولد في 6 مايو 1927 في سيجد في المجر، وتوفي بنفس المكان في 28 سبتمبر 1977.